# Laterna Magica (ансамбль)
«Laterna Magica» — ансамбль старинной музыки из Санкт-Петербурга, исполняющий музыку средних веков и Возрождения, преимущественно европейскую, в том числе музыку сефардов.

## История коллектива
Возник в 1998 году, в 2000—2003 гг. сотрудничал с Институтом современного искусства «Pro Arte» (Санкт-Петербург). Участвовал в Международных фестивалях старинной музыки в Санкт-Петербурге, Москве, Минске, Львове, Тарту, фестивалях классической и современной музыки в Санкт-Петербурге, Великом Новгороде, Костомукше, Полоцке. Гастролировал в Беларуси, Польше и США.
Как отмечал в связи с 10-летием ансамбля композитор Владимир Раннев,

Для грамотной реконструкции средневековой музыки от музыкантов требовалось не только хорошенько разучить ноты (их сохранилось мало, да и система нотной записи была крайне несовершенна), но и запастись объемными культурологическими знаниями эпохи и её традиций, манеры поведения людей и, как её части, манеры музицирования. Чем они и запаслись в достаточной мере. <…> Ансамблю уже десять лет, и он продолжает блуждать между историзмом, фольклоризмом и альтернативной сценой, и везде его принимают за своего.

По мнению известного критика Петра Поспелова,

Ольга Комок и её партнёры заняты не музейным делом — творчеством, и полагаются они сколько на изыскания, столько и на интуицию, приобретённую опытом пения и игры в разных стилях, от барокко до джаза и рока.

## Происхождение названия
По словам солистки ансамбля певицы Ольги Комок,

«Laterna Magica» в переводе с латыни означает «волшебный фонарь». Это такой средневековый агрегат, прототип современного кино. Волшебный фонарь был детской мечтой Тараса Драка. А брат Тараса изучал латынь, он и посоветовал нам взять это название.

## Состав
- Ольга Комок — вокал, колёсная лира, портатив
- Екатерина Бонфельд — средневековые флейты, вокал
- Александр Горбунов — фидель, виола, цинк, тар
- Андрес Измайлов — романская арфа

В разное время принимали участие:
- Катенька Богданова — пение, блокфлейта
- Тарас Драк — тар, цитоль, фидель, виола да гамба, лютня, уд, ребаб, бузуки
- Рустик Позюмский — фидель
- Матвей Лапин — фидель
- Дмитрий Шихардин — фидель, вокал
- Арман Хабиби — вокал, сантур, зарб
- Дмитрий Игнатов — уд, ударные
- Владимир Скрябин — лютня, тар
- Александр Маноцков — дарбукка, вокал
- Пётр Сергеев — боран, дарбукка, тар
- Всеволод Садовый — перкуссия

## Дискография
- Латынь и танцы
- Amor ei
- Иберика